# Indicatif régional 404

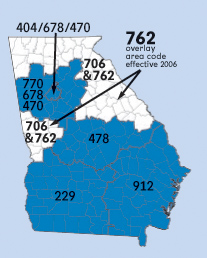
Carte de l'État de Géorgie avec les territoires de ses indicatifs régionaux. L'indicatif régional 404 est en bleu au centre de la demie supérieure de l'État.

L'indicatif régional 404 est l'indicatif téléphonique régional qui dessert la ville d'Atlanta et ses banlieues immédiates de l'État de la Géorgie aux États-Unis.
On peut voir les territoires desservis par les indicatifs régionaux de la Géorgie sur cette carte de la North American Numbering Plan Administration.
L'indicatif régional 404 fait partie du Plan de numérotation nord-américain.